# Bovengisting

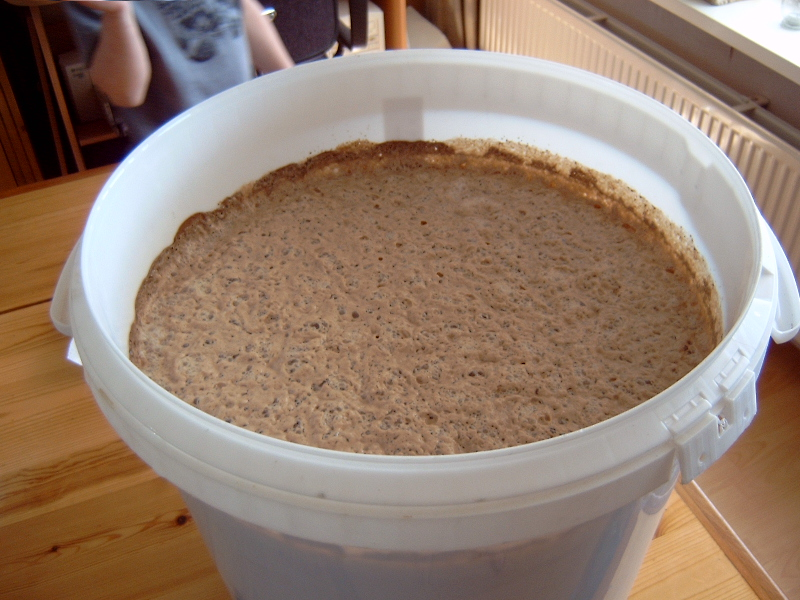
Bovengist drijvend op het wort

Bovengisting of hoge gisting is een manier van gisten die gebruikt wordt bij het brouwen van bier, waarbij de gist (Saccharomyces cerevisiae) boven op het wort blijft drijven. Bovengisting vindt plaats bij een temperatuur van 15-25 °C, al naargelang de biersoort.
Bovengisting is een moeilijk controleerbaar proces, omdat de kans op ongewenste bacteriën groot is vanwege de hoge temperatuur. Het eindresultaat kan daardoor sterk variëren. Na de eerste gisting wordt het bier geproefd, en soms nog een extra keer gegist. Dat kan gebeuren in de kuip, maar ook op fles. In dat geval wordt het eerste bier gebotteld met extra suiker en gist.
Bovengegist bier wordt vaak in minder grote partijen op de markt gebracht.